# حسین منصوری
حسین منصوری (زادهٔ ۱۲ خرداد ۱۳۳۵ در مشهد) شاعر و مترجم ایرانی و فرزندخواندهٔ شاعر مطرح ایرانی فروغ فرخزاد است.

## زندگی
حسین منصوری در سال ۱۳۳۵ در جذام‌خانه‌ای به نام «محراب خان» در مشهد به دنیا آمد. پدر او کرد کرمانشاه و مادرش از شهر الموت قزوین بود که در همان جذام‌خانه با هم آشنا شده و ازدواج کرده بودند.
فروغ فرخزاد در سال ۱۳۴۱ خورشیدی و در حین ساخت فیلم مستند «خانه سیاه است»، در جذام‌خانهٔ باباباغی شهر تبریز، او را به فرزندی گرفت. علت این سرپرستی را برخی شباهت حسین با کامیار (پسر فروغ) و عده‌ای دیگر تأثیر جملهٔ معروف حسین در فیلم می‌دانند؛ وقتی هنگام فیلم‌برداری، آموزگار جذام‌خانه به او می‌گوید: «تو اسم چند تا چیز قشنگ را بگو!» و حسین در پاسخ می‌گوید: «ماه، خورشید، گل، بازی.»
حسین منصوری پس از مرگ فروغ و در سال ۱۹۷۵ میلادی به لندن مهاجرت کرد و مدتی در آنجا با کامیار (پسر فروغ) همخانه بود. وی از سال ۱۹۷۷ میلادی در شهر مونیخ آلمان زندگی می‌کند.

## فعالیت‌های ادبی و هنری
کلاوس اشتریگل، فیلمساز آلمانی، در سال ۲۰۰۷ فیلمی مستند براساس زندگی او به نام «ماه، خورشید، گل و بازی» ساخته‌است.
حسین منصوری آثاری از فروغ فرخزاد، سهراب سپهری، احمدرضا احمدی و عباس صفاری را از فارسی به آلمانی و همچنین کتاب «ناآرامی» از فرناندو پسوآ، «مسیو ابراهیم و گل‌های قرآن» از اریک امانوئل اشمیت، «کنترباس» به قلم پاتریک زوسکیند و آثاری از امیل چوران و پل سلان را از آلمانی به فارسی برگردانده است.
همچنین در سال ۱۳۹۹ کتابی با عنوان «در غیاب شاعران» در ایران به چاپ رسید که یکی از پنج بخش آن، گفتگو با حسین منصوری پیرامون شخصیت فروغ فرخزاد را در بر می‌گیرد.
ابراهیم گلستان در مصاحبه با بی‌بی‌سی فارسی، حسین منصوری را پسر خوبی که توانسته خودش را بالا کشیده و ترقی کرده معرفی می‌کند. اما در سال ۱۳۹۷ گلستان نامه‌ای تند علیه نشر حکمت کلمه و منصوری می‌نویسد و از آنها گله می‌کند که او را ویراستار کتاب «مسیو ابراهیم و گل‌های قرآن» معرفی کرده و نام او را بر جلد کتاب درج کرده‌اند. ناشر پس از چندی عذرخواهی رسمی می‌کند و دلیل آن را سهل‌انگاری حسین منصوری در «گرفتن تأیید نهایی برای آوردن نام آقای گلستان» بیان می‌کند.